# بابی ایتون
بابی ایتون (انگلیسی: Bobby Eaton؛ زادهٔ ۱۴ اوت ۱۹۵۸) یک قهرمان کشتی کج اهل ایالات متحده آمریکا بود.
بابی بیشتر بخاطر فعالیت حرفه ای خود در تیم‌های مشهور کشتی کج شناخته شده بود، به ویژه در خصوص کشتی کج حرفه‌ای تحت مدیریت جیمز مارک یا جیم کورنت ، او در ابتدا با دنیس کاندری و بعدها با استن لین همکاری کرد. او همچنین با تعدادی دیگر از شرکای تیم جیم کورنت، از جمله آرن اندرسون، کوکو بی ور، استیو کرن و لرد استیون ریگال همکاری کرد.
بابی در طول دوران حرفه‌ای خود، که از ۱۹۷۶تا ۲۰۱۵به طول انجامید مدتی طولانی را برای ارتقاء کشتی‌های مختلف کشتی گرفت: شرکت در کشتی میانه آمریکا، کشتی حرفه‌ای قاره‌ای، کشتی میانه جنوبی آمریکا، و شرکت در کشتی حرفه‌ای قهرمانی جهانی، همچنین تبلیغات جیم کروکت، کشتی قهرمانی جهان، و کشتی منطقه اسموکی مونتاین. بابی همچنین به‌طور متمادی در مسابقات کشتی قهرمانی، کشتی کامل بدون توقف و تعداد قابل توجهی از انواع کشتی‌های مستقل در طول این سالها نقش آفرینی کرد. او در تعداد توجهی از رقابتهای قهرمانی از جمله مسابقات قهرمانی تگ جهانی NWA/WCW که در سه مرحله انجام شد تیم برنده شد. نام ایتون در ۲۰۰۹در صفحه مشاهیر خبرنامه به ثبت رسید و در ۲۰۱۹ در تالار مشاهیر کشتی حرفه‌ای نا او به ثبت داده شد.

## مرگ
در ۴ اوت ۲۰۲۱، درست یک ماه پس از مرگ همسرش، ایتون در ۶۲ سالگی در هنگام خواب درگذشت. او در ماه ژوئیه بدنبال زمین‌خوردن در بیمارستان بستری شد.